# TNA Impact!: Cross the Line
TNA Impact!: Cross the Line (tipografiado oficialmente "TNA iMPACT!: Cross the Line") es el primer videojuego de mano lanzado por la promoción de lucha libre profesional, Total Nonstop Action Wrestling (TNA). El juego fue desarrollado por Midway Studios in Los Angeles y publicado por SouthPeak Games. Fue lanzado para el PlayStation Portable y Nintendo DS el 25 de junio de 2010.

## Cambios
El plantel de la versión de PSP es casi idéntico al plantel del PS2 y 360 con excepción de la eliminación de Christian Cage, Senshi, Senshi X y Christopher Daniels (que aparece en el Modo Historia, pero es injugable) el PSP también incluye a Mick Foley, Consequences Creed, Don West, Mike Tenay, Afro Thunder, Petey Williams y una variedad de agiotistas creados para el Modo Historia.
También ofrece nuevos modos de combate como; Full Metal Mayhem, Gauntlet y Super X Cup más nuevos escenarios; Canadá, San Diego, Factory y Houston.
La versión de DS se construyó desde cero y cuenta con un plantel mucho más pequeño pero Hulk Hogan es un personaje jugable así como Creed, Foley y Curry Man.